# Жуалынский район
Жуалынский район (каз. Жуалы ауданы) — административная единица на юге Казахстана в Жамбылской области.
Административный центр — село Бауыржан Момышулы.
Площадь территории района — 4,2 тыс. км².
Аким района — Муртаза Жалгас
Единственный район Жамбылской области, который граничит с двумя государствами (Кыргызстан и Узбекистан).

## История
Район образован 27 декабря 1933 года в составе Южно-Казахстанской области как Джувалинский район. С 14 октября 1939 года в составе Джамбулской области. 4 мая 1993 года переименован в Жуалынский.

## География
Жуалынский район занимает территорию верхнего и среднего течения реки Терис (в нижнем течении называется Асы), большую часть горного плато Жуалы (высота центральной части 900 м, в краевой части 1200 м). На севере окружён хребтом Каратау, с запада и юго-запада горами Боралдайтау, на юге и юго-востоке хребтом Таласский Алатау.
Полезные ископаемые: каменный уголь, природные строительные материалы. Средние температуры января −2 °С, июля 18 °С. Среднегодовое количество атмосферных осадков 400 мм, выпадают в основном весной. Снежный покров около 30 см, лежит с ноября до конца марта. По территории района протекают реки: Терис, Аксай, Коксай, Акжар, Боралдай, Кошкарата и другие. На реке Терис сооружено Терис-Ащыбулакское водохранилище. Озеро Биликоль в северной части района.
Почвы горно-каштановые и светло-каштановые. Растут полынь, типчак, ковыль, в поймах рек — луговая и кустарниковая растительность (таволга, шиповник, боярышник). В горах дикая яблоня, груша, ясень и другие. Склоны гор Таласский Алатау занимает северный участок Аксу-Жабагалынского заповедника. Обитают волк, лисица, горный козёл, кабан, заяц, сурок, суслик, тушканчик, водятся утка, гусь, фазан, куропатка, кеклик; в водоёмах — лещ, сазан, сом, карась, судак, маринка.

## Демография
На начало 2019 года население района составляет 52 169 человека.
Динамика изменения численности населения:
| Наименование\год     | 1999 год  | 2000 год  | 2001 год  | 2002 год  |
| Жуалынский район     | 50,4 тыс. | 49,1 тыс. | 49,6 тыс. | 49,6 тыс. |
| село им. Б. Момышулы | 10,5 тыс. | 11,9 тыс. | 11,8 тыс. | 11,8 тыс. |

## Административное устройство
По состоянию на начало 2006 года район включает в себя 15 сельских округов.

### сельский округ им. Б.Момышулы
- село им. Б. Момышулы (Бурное)

### Аксайский сельский округ
1. село Кайрат
2. село Дихан

### Актюбинский сельский округ
1. село Байтерек (Октябрьское)
2. село Жанаталап
3. село при станции Куркуреусу
4. село Актоган (Марьяновка)

### Биликольский сельский округ
1. село Карабастау
2. село Дарбаза (отд. № 1 свх. Биликольский)
3. село Жылыбулак (отд. № 4 свх. Биликольский)
4. село Абдыкадыр (Ленинский Путь)

### Боралдайский сельский округ
1. село Кольтоган (Алексеевка)
2. аул Ертай (Кенес)
3. аул им. Рысбека батыра (Шубаргаш)

### Нурлыкентский сельский округ
1. село Нурлыкент (Бурно-Ивановское, Бурнооктябрьское)
2. разъезд Казбастау
3. аул Туктибай (Гагарино)

### Жетитобинский сельский округ
1. село Карикорган (Казанка)
2. аул Коныртобе (Успеновка)
3. село Космурат (Любимовка)
4. село Майбулак (Маяк)
5. село Тасбастау (Благовещенка)
6. аул Шынбулак (Братское)

### Кокбастауский сельский округ
1. село Терис
2. аул Бакалы
3. село Коктобе (Нововознесеновка)
4. аул Косболтек (Кастальевка)

### Куренбельский сельский округ
1. село Куренбель (Самсоновка)
2. село Каратас (Чапаев)

### Карасазский сельский округ
1. аул Карасаз (Петровка)
2. аул Акбастау (Ясная Поляна)
3. село Журумбай (Зыковка)
4. село Карасу (Юрьевка)
5. село Коктас (Юсуповка)

### Кошкаратинский сельский округ
1. село Кошкарата (Кантемировка)
2. аул Актасты (Некрасовка)
3. село Кызтоган

### Шакпакатинский сельский округ
1. аул Шакпак ата (Кременёвка)
2. аул Таттибая Дуйсебайулы (Амангельды)
3. село Амансай (Калинино)
4. посёлок при станции Шакпак (Чокпак)
5. село Интымак

### Кызыларыкский сельский округ
1. село Кызыларык
2. аул Актобе (Новопокровка)
3. село Алатау (Андреевка)
4. село при станции Сурум
5. село Терсащибулак

### Мынбулакский сельский округ
1. аул Кольбастау (Евгеньевка)
2. село Талапты

## Экономика
Основная отрасль хозяйства: богарное и повинное земледелие, мясо-молочное животноводство. Выращивают в основном зерновые и кормовые культуры, а также овощи, картофель, бахчевые. Разводят крупный рогатый скот, овец, коз, лошадей. По территории района проходят железная дорога Ташкент — Алматы и автомобильные дороги Ташкент — Алматы, Бауыржан Момышулы — Кошкората.

## Люди, связанные с районом
- Карим Баялиев (род. 1927), писатель, журналист.
- Бауыржан Момышулы (1910—1982) — Герой Советского Союза, участник битвы за Москву.
- Бахытжан Ертаевич Ертаев (род. 1952), начальник Главного штаба Вооружённых сил Республики Казахстан, генерал-лейтенант.
- Сапарбекулы, Абзал — посол Казахстана.
- Азимшаров Алихан Азимшарович (род. 1949), врач-терапевт.
- Чингисбаева Алтынкуль Журсиналиева (род. 1948), фельдшер-акушер.
- Шерхан Муртаза (1932—2018) — писатель, общественный деятель, заслуженный деятель культуры Республики Казахстан, Народный писатель Казахстана
- Миразова Аягуль Тореевна (р. 1948) — Герой Труда Казахстана, Отличник народного Просвещения Казахской ССР, ветеран педагогического труда, Почётный гражданин города Алматы.